# Neseno-Irjaveț, Orjîțea
Neseno-Irjaveț (în ucraineană Несено-Іржавець) este un sat în comuna Kuibîșeve din raionul Orjîțea, regiunea Poltava, Ucraina.

## Demografie
Componența lingvistică a localității Neseno-Irjaveț
     Ucraineană (98,53%)
     Rusă (1,1%)
     Alte limbi (0,37%)
Conform recensământului din 2001, majoritatea populației localității Neseno-Irjaveț era vorbitoare de ucraineană (98,53%), existând în minoritate și vorbitori de rusă (1,1%).